# Катаула (парафія)
Шаблон:StateAbbr_ 31°40′ пн. ш. 91°51′ зх. д. / 31.67° пн. ш. 91.85° зх. д.
Округ  Катаула (англ. Catahoula Parish) — округ (парафія) у штаті  Луїзіана, США. Ідентифікатор округу 22025.

## Демографія
За даними перепису 
2000 року 
загальне населення округу становило 10920 осіб, усе сільське.
Серед мешканців округу чоловіків було 5477, а жінок — 5443. В окрузі було 4082 домогосподарства, 2994 родин, які мешкали в 5351 будинках.
Середній розмір родини становив 3,02.
Віковий розподіл населення поданий у таблиці:
| Стать    | До 15 років | 15-21 | 22-29 | 30-39 | 40-49 | 50-65 | 65-85 | Понад 85 |
| -------- | ----------- | ----- | ----- | ----- | ----- | ----- | ----- | -------- |
| Чоловіки | 1182        | 673   | 571   | 717   | 847   | 829   | 590   | 68       |
| Жінки    | 1080        | 575   | 475   | 696   | 816   | 886   | 794   | 121      |

## Суміжні округи
- Франклін — північ
- Тенсас — північний схід
- Конкордія — схід
- Авуаель — південь
- Ла-Салл — захід
- Колдвелл — північний захід

## Виноски
1. ↑  U.S. Decennial Census. United States Census Bureau. Архів оригіналу за 26 квітня 2015. Процитовано 27 серпня 2014.
2. ↑  Historical Census Browser. University of Virginia Library. Архів оригіналу за 11 серпня 2012. Процитовано 27 серпня 2014.
3. ↑  Population of Counties by Decennial Census: 1900 to 1990. United States Census Bureau. Архів оригіналу за 15 вересня 2014. Процитовано 27 серпня 2014.
4. ↑  Census 2000 PHC-T-4. Ranking Tables for Counties: 1990 and 2000 (PDF). United States Census Bureau. Архів оригіналу (PDF) за 18 грудня 2014. Процитовано 27 серпня 2014.
5. ↑  State & County QuickFacts. United States Census Bureau. Архів оригіналу за 8 липня 2011. Процитовано 20 серпня 2013.(англ.) Наведено за англійською вікіпедією.
6. ↑  American FactFinder. Бюро перепису населення США. Архів оригіналу за 29 липня 2011. Процитовано 31 січня 2008.

| США | Це незавершена стаття з географії США. Ви можете допомогти проєкту, виправивши або дописавши її. |